# Li Jue
Lǐ Jué (chinesisch 李傕, Pinyin Lǐ Jué; † 197) war ein General der späten Han-Dynastie. Er übernahm die Regentschaft für den Kaiser Xian nach dem gewaltsamen Tod seines Vorgesetzten, des Kriegsherrn Dong Zhuo.
Mit der Hilfe der Offiziere Guo Si, Zhang Ji und Fan Chou übernahm er die Hauptstadt Chang’an und gewann die Gewalt über den Kaiserhof. Wie sein Vorgänger unterdrückte er den Kaiser und missbrauchte seine Macht bei Hofe. Er zwang den Kaiser, ihm die Titel „General der Wagenlenker und Kavallerie“, „Herr von Chiyang“ und „Kommandant der Hauptstadtbezirke“ sowie die Kriegsaxt der militärischen Autorität zu verleihen.
Nachdem er die Armee von Ma Teng und Han Sui im Westen durch Hunger besiegt hatte, entzweiten sich Li Jue und Guo Si durch ein mögliches Verhältnis zwischen Guo Si und Li Jues Gemahlin. Bald kämpften sie in der Stadt und töteten tausende von Soldaten und Zivilisten. Nach einem Jahr der Kämpfe schlossen sie endlich Frieden, und Li Jue erhielt den Rang des Regierenden Generals.
Nachdem er die Hauptstadt zurück zu den Ruinen von Luoyang verlegt hatte, marschierte Cao Cao auf ein geheimes Kaiserliches Dekret hin gegen Li Jue und besiegte ihn mit schweren Verlusten. Li Jue und Guo Si flohen in die westlichen Berge und lebten als Banditen, bis sie später von der Hand ihrer eigenen Offiziere starben.